# Puerto El Carmen de Putumayo
Puerto El Carmen de Putumayo è una parrocchia urbana dell'Ecuador, capoluogo del cantone di Putumayo, nella provincia di Sucumbíos.